# Eupithecia kamburonga
Eupithecia kamburonga är en fjärilsart som beskrevs av Holloway 1976. Eupithecia kamburonga ingår i släktet Eupithecia och familjen mätare. Inga underarter finns listade i Catalogue of Life.